# Dendrochilum tenellum
Dendrochilum tenellum là một loài thực vật có hoa trong họ Lan. Loài này được (Nees & Meyen) Ames mô tả khoa học đầu tiên năm 1907.

## Hình ảnh

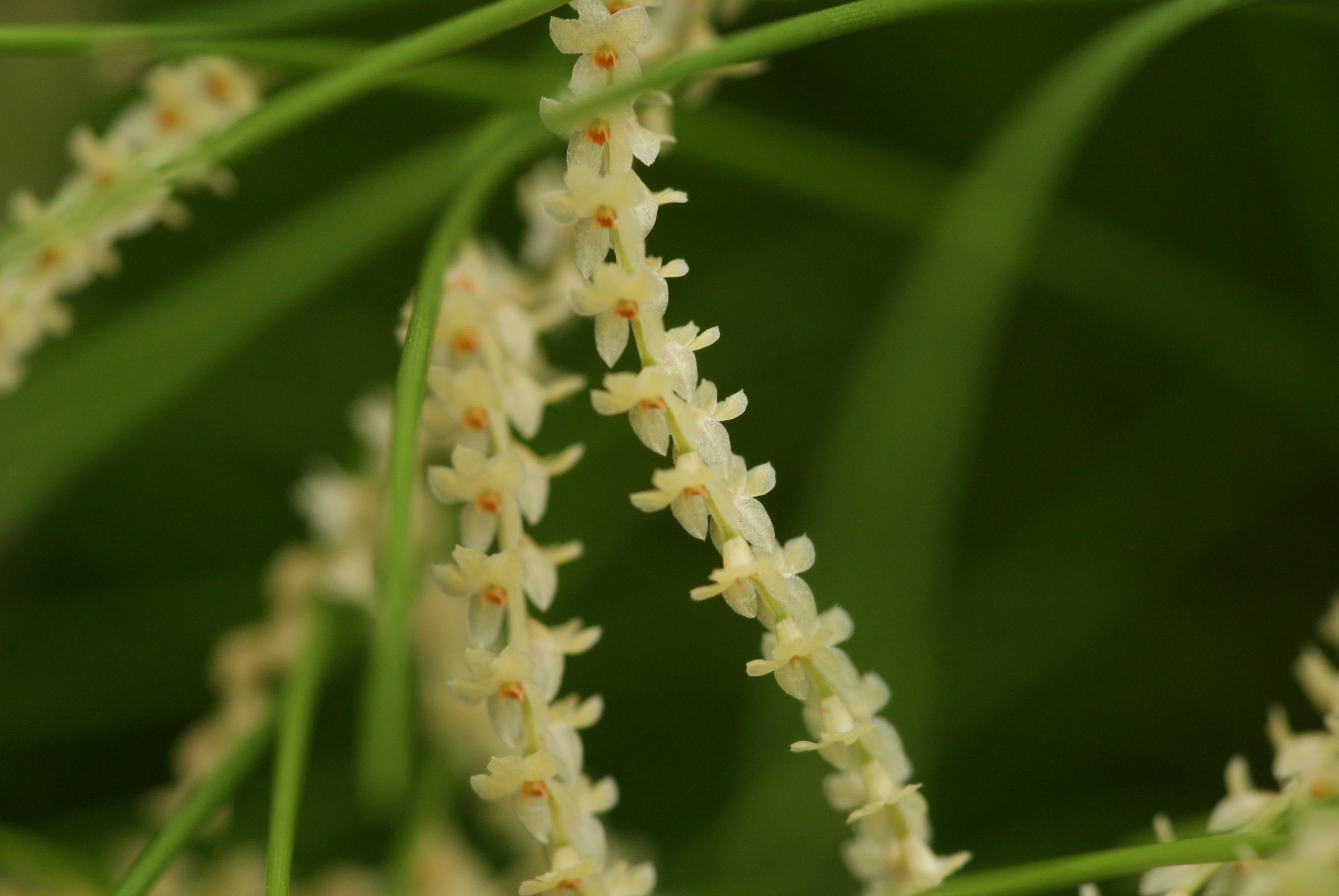
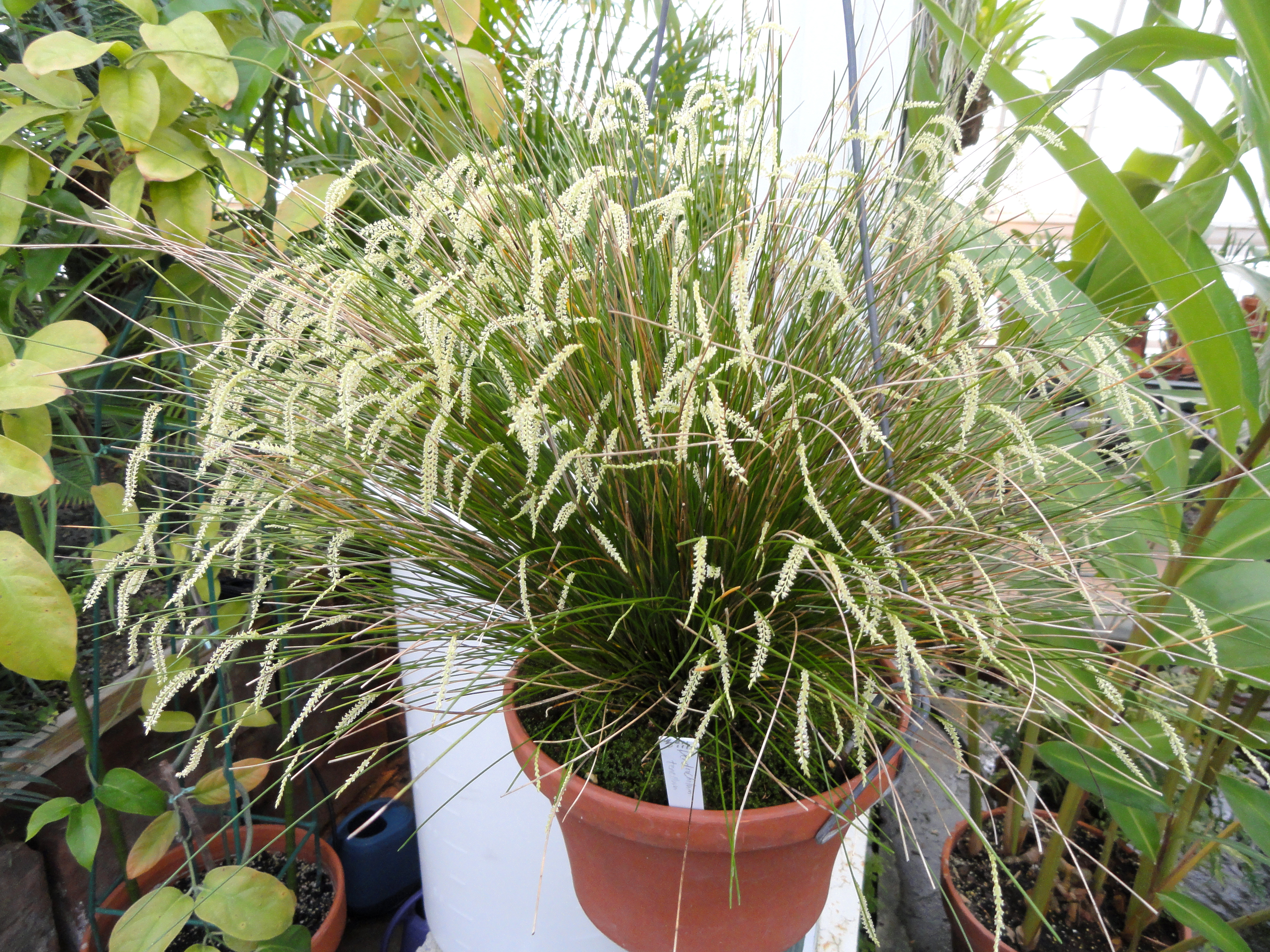
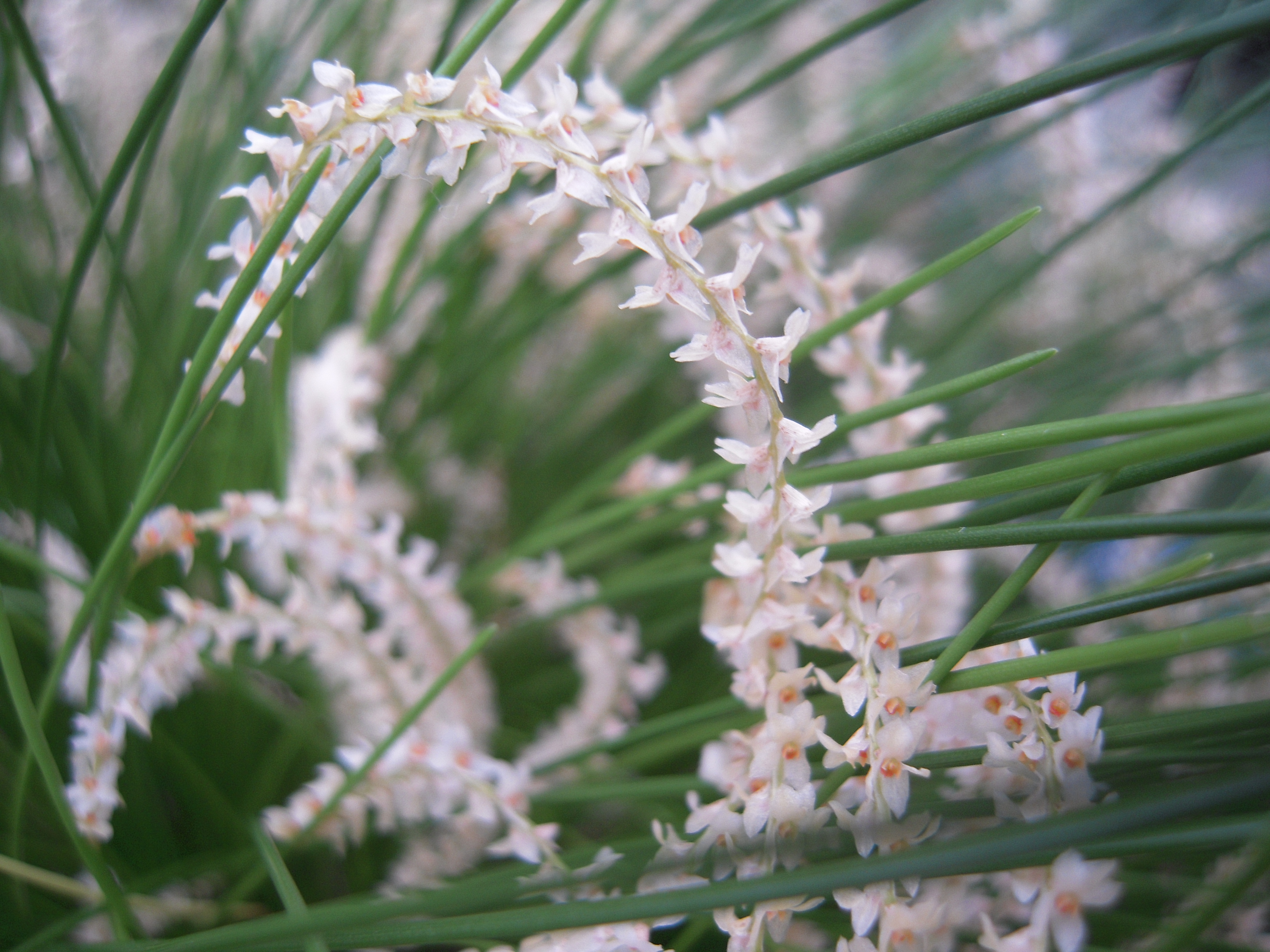